# Kredytobiorca
Kredytobiorca – osoba fizyczna, prawna lub jednostka organizacyjna nieposiadająca osobowości prawnej, która otrzymała od kredytodawcy kredyt.
W polskim prawie pojęcie kredytobiorcy odnosi się tylko do kredytu bankowego; osoba fizyczna, która zaciągnęła kredyt konsumencki w rozumieniu Ustawy o kredycie konsumenckim, jest określana mianem konsumenta.
Kredytobiorca jest zobowiązany do korzystania z udostępnionej kwoty na warunkach określonych w umowie, zwrotu kwoty wykorzystanego kredytu wraz z odsetkami w oznaczonych terminach spłaty, zapłaty prowizji od udzielonego kredytu, a także do umożliwienia podejmowanie przez bank czynności związanych z oceną sytuacji finansowej i gospodarczej oraz kontrolę wykorzystania i spłaty kredytu. Powyższe dotyczy także konsumenta, który zaciągnął kredyt konsumencki w banku.